# Silvius tanyceras
Silvius tanyceras är en tvåvingeart som först beskrevs av Osten Sacken 1886.  Silvius tanyceras ingår i släktet Silvius och familjen bromsar. Inga underarter finns listade i Catalogue of Life.